# 重庆市公安局
重庆市公安局，是重庆市人民政府主管全市公共安全工作的组成部门，是重庆市区域内公安工作的领导指挥机关。

## 沿革
1950年1月9日，重庆市公安局成立：
- 局长刘明辉
- 办公室，主任于炳然
- 第一处（人事处），处长段大明
- 第二处（政治保卫处），处长张若千
- 第三处（治安行政处），处长任成玉
- 第四处（总务处），处长蔡定金
- 第五处（企业保卫处）
- 公安总队
- 公安学校
- 公安医院
- 20个公安分局、104个派出所。

至1950年4月30日，全市收缴各种枪10162支，炮45门，各种子弹469箱又33盒234762发，各种炮弹706箱又2000发，手榴弹131箱又1700枚，地雷114个，电台、收发报机11部，以及其他物资。  
曾破获张君案、周克华案等一系列重大案件。2009年曾展开打黑除恶专项行动（被誉为“黑打”），逮捕了原重庆市公安局常务副局长、司法局局长文强（后被处决）；后在薄熙来滥用职权指令下逼时任局长王立军叛逃美国领事馆。从2009年至今13年来，重庆市公安局已先后有朱明国、王立军、何挺、邓恢林四任局长，以及文强、姚昌序等六名副局长落马。　

## 职责
根据有关规定，重庆市公安局承担下列职责：
1. 贯彻执行公安工作法律、法规、规章和方针政策，编制全市公安工作的发展战略和中长期计划，部署全市公安工作并指导、监督、检查全市各级公安机关的贯彻执行情况。
2. 研究改革开放和建立社会主义市场经济体制中公安工作出现的新情况、新问题，分析掌握社会治安形势，为市委、市政府和公安部提供信息并提出对策。
3. 起草地方性公安法规和规章草案，承担有关公安机关国家赔偿和行政复议工作，指导和监督公安机关行政诉讼和执法制度建设。
4. 规划并组织实施全市公安队伍正规化、装备现代化建设。
5. 指导、监督管理全市公安机关刑事犯罪案件的侦查工作，组织指挥重大行动和侦查跨地区的重大、疑难案件。
6. 指导、监督管理全市公安机关依法查处危害社会治安秩序的行为，依法管理户籍、居民身份证、枪支弹药、危险物品和特种行业等工作。
7. 指导、参与全市口岸边防检查、边防治安管理工作，依法指导、监督管理出境、入境和外国人在本市境内居留、旅行的有关工作。
8. 指导、监督国家机关、社会团体、企事业单位和重点建设工程的治安保卫工作，指导机关、企事业单位保卫组织的建设和业务培训，推动开展全市治安群防群治工作，指导群众性治安保卫组织的建设。
9. 指导、监督全市公安机关维护道路交通安全、交通秩序和处理交通事故以及机动车、驾驶员管理工作。
10. 指导、监督管理全市公安机关对公共信息网络的安全保卫工作。
11. 承担重庆江北国际机场的安全保卫工作；指导全市区域内民用机场公安机构空防工作。
12. 指导、监督管理全市公安机关依法承担的执法刑罚工作；指导、监督管理全市公安系统看守所、拘留所、强制隔离戒毒所等监管场所。
13. 组织、指导全市公安大数据建设管理应用和公安科技工作；指导、监督管理全市计算机安全监察工作，组织实施公安信息技术、刑事技术、公共信息网络安全监察技术建设。
14. 制定全市公安队伍监督管理工作规章制度，分析队伍状况，组织、指导公安督察工作，按规定权限实施对人民警察的监督，查处或督办公安队伍中的重大违纪案件。
15. 承办市政府交办的其他事项。

## 机构设置
根据有关规定，重庆市公安局设置下列机构：

### 内设机构
- 警令部
- 政治部
- 警务保障部
- 警务督察总队
- 审计处
- 科技信息化总队
- 政治安全保卫总队
- 经济犯罪侦查总队
- 治安管理总队
- 刑事侦查局
- 出入境管理局
- 网络安全保卫总队
- 监所管理总队
- 交通管理局
- 法制总队
- 禁毒总队
- 特警总队
- 打击假冒伪劣犯罪侦查总队
- 环境安全保卫总队
- 森林警察总队

### 派出机构
- 重庆市公安局水上分局
- 重庆市公安局轨道交通分局[6]
- 重庆市公安局机场分局
- 重庆市公安局渝中区分局
- 重庆市公安局大渡口区分局
- 重庆市公安局江北区分局
- 重庆市公安局沙坪坝区分局
- 重庆市公安局九龙坡区分局
- 重庆市公安局南岸区分局
- 重庆市公安局北碚区分局
- 重庆市公安局万盛经济技术开发区分局[註 1][7]
- 重庆市公安局渝北区分局
- 重庆市公安局巴南区分局
- 重庆市公安局双桥经济技术开发区分局[註 2][8]
- 重庆市公安局两江新区分局[註 3][9]

### 直属事业单位
- 重庆警察学院（正厅级）
- 公安医院
- 重庆市公安局安康医院

## 历任领导

### 重庆直辖前
- 刘明辉（1950年1月－1954年10月，兼市委常委、重庆警备区副司令员、司令员等职）
- 于桑（1954年10月8日－1955年2月）
- 岳林（1955年2月－1958年8月）
- 刘佑东（1958年8月－1967年1月）
- 李宪昌（1973年9月－1979年3月）
- 牛星照（1979年4月－1987年5月，1984年8月起兼市委政法委副书记）
- 王文德（1987年5月－1993年6月，1990年1月起兼市委常委）
- 郭元立 一级警监（1993年6月－1997年4月）
- 陈邦国 一级警监（1997年4月－1997年6月18日，兼市委政法委书记）

### 重庆直辖后
- 陈邦国 副总警监（1997年6月18日－2001年7月，兼市委政法委书记）
- 朱明国 副总警监（2001年6月－2006年11月[10]，2002年起兼市委常委、市委政法委书记[11]）
- 刘光磊 副总警监（2006年11月[10]－2009年3月[12]，兼市委常委、市委政法委书记）
- 王立军 副总警监（2009年3月－2012年1月[13]，2011年5月起兼市政府副市长[14][15][16]）
- 何挺 副总警监（2012年3月[17]－2017年6月[18]，兼市委政法委副书记、市政府副市长[19]）
- 邓恢林 副总警监（2017年8月[20]－2020年6月，兼市委政法委副书记；2018年1月起兼市政府副市长[21]）
- 胡明朗 副总警监（2020年9月[22]－2024年2月，兼市委政法委副书记、市政府副市长）
- 张安疆 副总警监（2024年2月[23]－，兼市委政法委副书记、市政府副市长）